# Distretto di Choma
Il distretto di Choma è un distretto dello Zambia, parte della Provincia Meridionale.
Il distretto comprende 27 ward:
- Batoka
- Chilalantambo
- Habunkululu
- Hamaundu
- Kabimba
- Kalundana
- Kasiya
- Kauba
- Maambo
- Macha
- Mang'unza
- Mapanza
- Mbabala
- Moomba
- Mubula
- Nachibanga
- Nakeempa
- Namuswa
- Pemba
- Siasikabole
- Sikalongo
- Sikalundu
- Simacheche
- Simamvwa
- Simaubi
- Singani
- Stateland